# جاك فيرير
جاك فيرير (بالفرنسية: Jacques Ferrier)‏ هو مهندس معماري فرنسي، ولد في 16 فبراير 1959 في ليمو في فرنسا.

## وصلات خارجية
- الموقع الرسمي